# Никитинский переулок (Сестрорецк)
Ники́тинский переу́лок — переулок в городе Сестрорецке Курортного района Санкт-Петербурга. Проходит от Федотовской дорожки до Тарховского проспекта.
Название появилось в начале XX века. Происходит от фамилии землевладельца председателя сострорецкого правления Ссудно-сберегательного товарищества С. С. Никитина. По его фамилии также именуется Никитинская улица в Канонерке.